# Talgo
Talgo (Tren Articulado Ligero Goicoechea Oriol) est une entreprise espagnole de construction de matériel ferroviaire. Elle est connue notamment pour ses rames articulées.

## Histoire
La société Patentes Talgo S.A. fut créée le 28 octobre 1942. Elle est aujourd'hui devenue un groupe international, présent notamment en Allemagne, aux États-Unis (où elle a cependant revendu certaines filiales en 2005) et en Finlande (après rachat de Rautaruukki-Transtech, constructeur de rames "S220", pour le train pendulaire finlandais mis au point à partir des ETR 460 des chemins de fer italiens).
Son capital a toujours été détenu pour l'essentiel par la famille Oriol. La banque d'affaires Lehman Brothers a toutefois annoncé, le 23 décembre 2005, son intention de souscrire une augmentation de capital de l'entreprise. À l'issue de celle-ci, la banque, associée à MCH Private Equity, détiendrait 49,9 % de la société, le solde restant entre les mains de la famille Oriol. Cette opération devrait être bouclée dans le courant du premier trimestre 2006.
En février 2025, un consortium composé de Sidenor, de Kutxabank et du gouvernement régional basque acquiert une participation de 29,7 % dans Talgo, valorisant Talgo à 595 millions d'euros.

## Les trains
Le nom « Talgo » est l'acronyme de « Tren articulado ligero Goicoechea Oriol » (Train articulé léger Goicoechea Oriol). Les trois premiers mots reprennent les caractéristiques de base du matériel Talgo, tandis que les deux derniers correspondent respectivement au nom de l'ingénieur Alejandro Goicoechea à l'origine du concept et à celui de José Luis Oriol, qui a en financé la réalisation puis le développement.

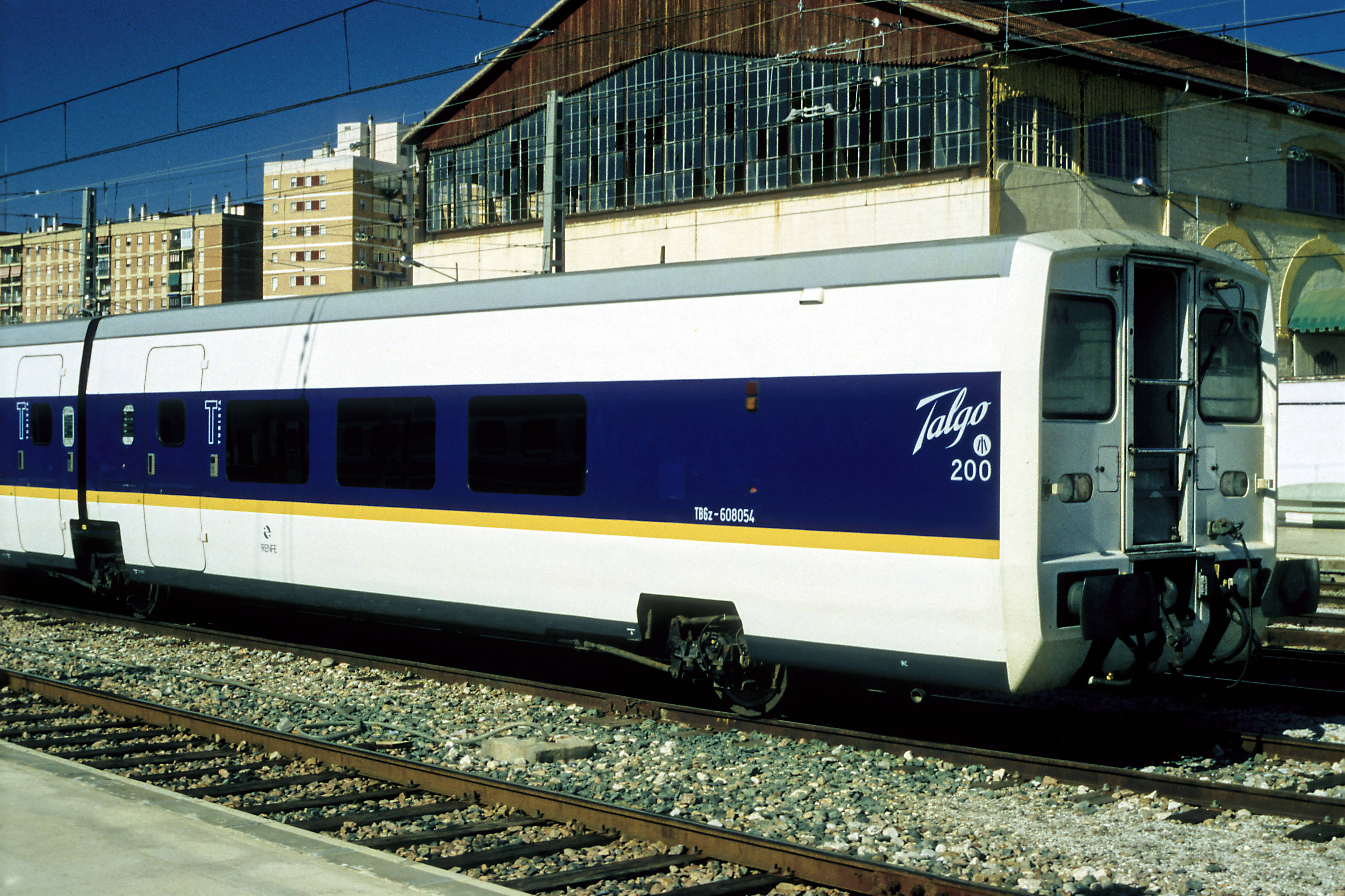
Extrémité d'une voiture Talgo 200 montrant les roues indépendantes et situées à l'articulation de la rame.

Le matériel Talgo présente plusieurs particularités techniques qui lui sont propres et qui sont, pour certaines, reprises dans son nom :
- l'articulation : chaque voiture s'appuie sur les organes de roulement de la précédente ;
- la légèreté : depuis l'origine (1942), les Talgos sont construits en aluminium ;
- l'absence d'essieux, les roues étant indépendantes, c'est-à-dire montées individuellement, sans lien mécanique entre elles ;
- le système de pendulation passive, appelé suspension Talgo pendular[3] ;
- le système de changement d'écartement automatique Talgo RD (Rodadura Desplazable) permettant de passer de la voie large à la voie normale et réciproquement, sans arrêt, le train défilant au ralenti (entre 5 et 15 km/h) sur une installation spéciale. De telles installations ont existé jusqu'à fin 2012 aux principales gares sur la frontière franco-espagnole (Cerbère-Port-Bou et Hendaye-Irun)[4] et sur le réseau espagnol, aux points de contact entre le réseau ibérique (écartement 1 668 mm) et le réseau à grande vitesse (écartement normal - 1 435 mm).

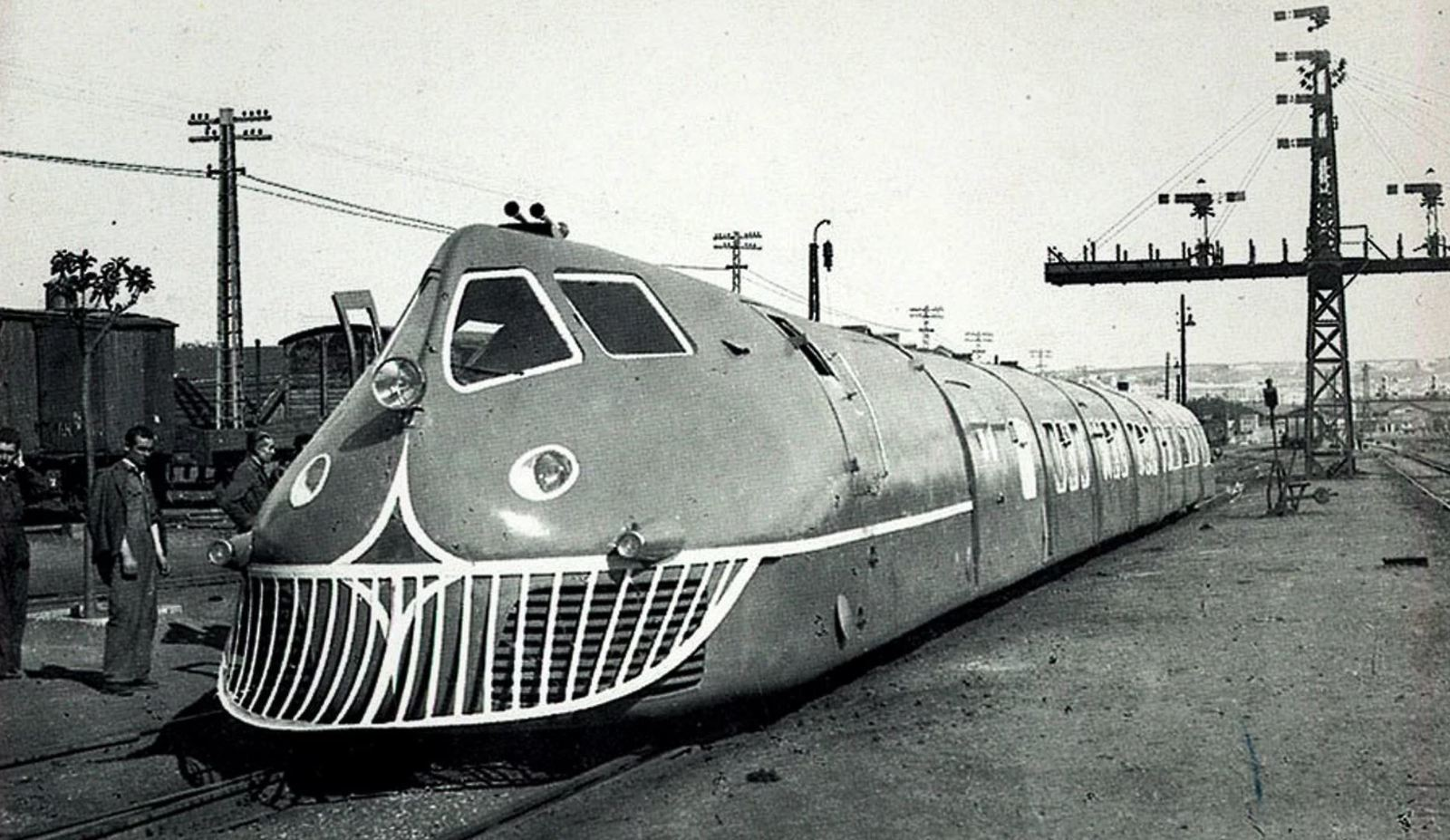
Rame Talgo I.
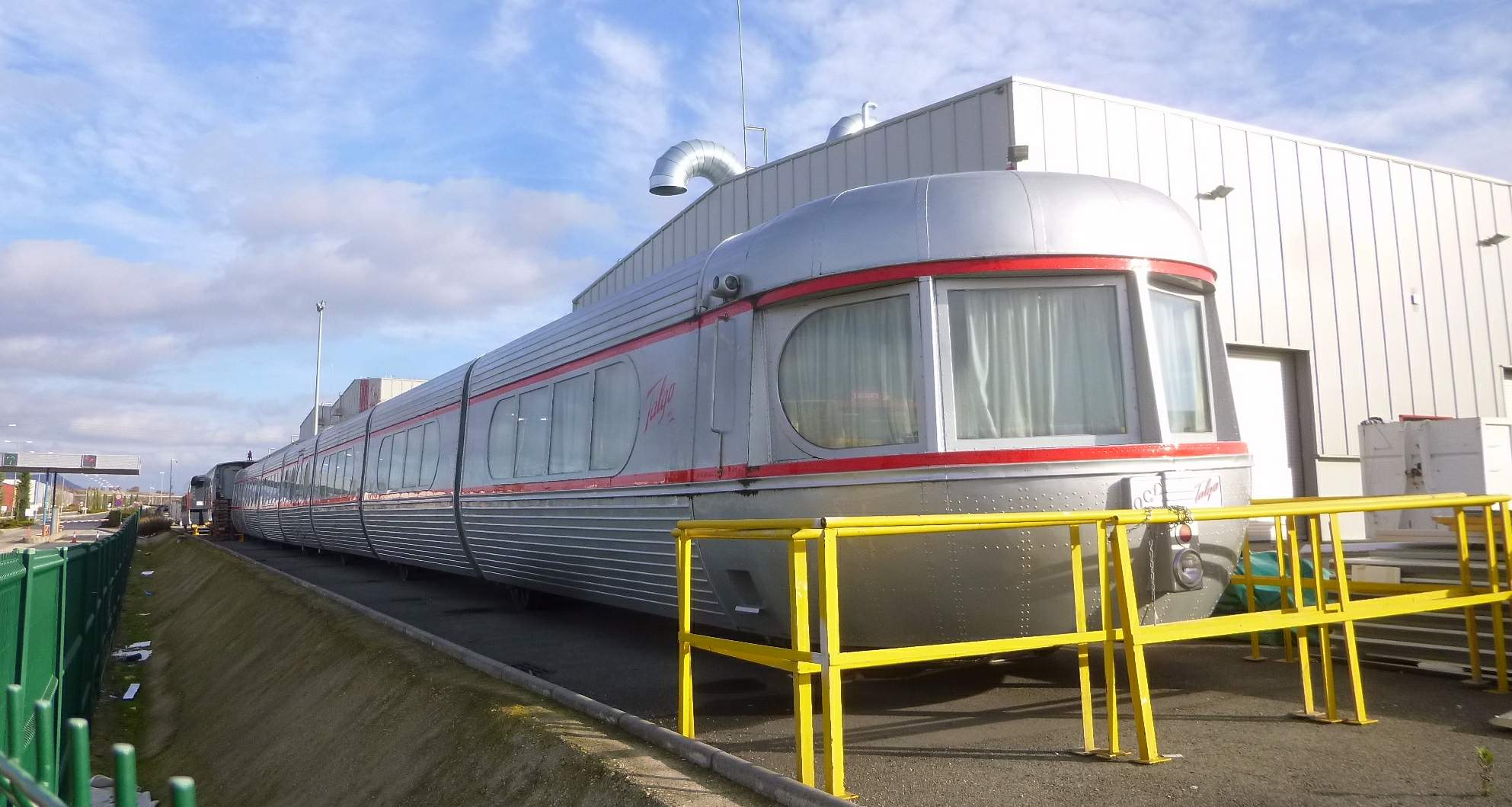
Voitures Talgo II.
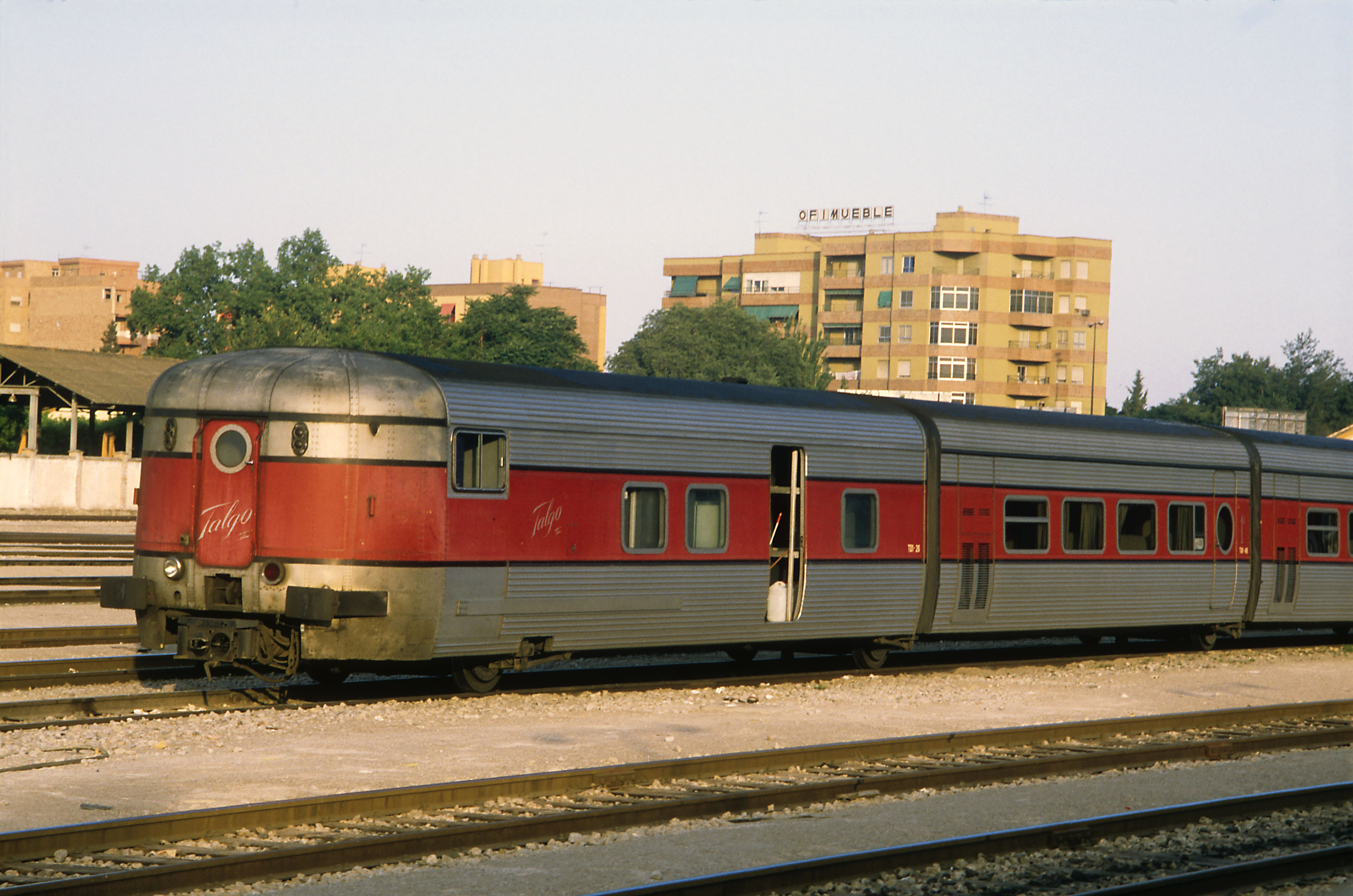
Voitures Talgo III.
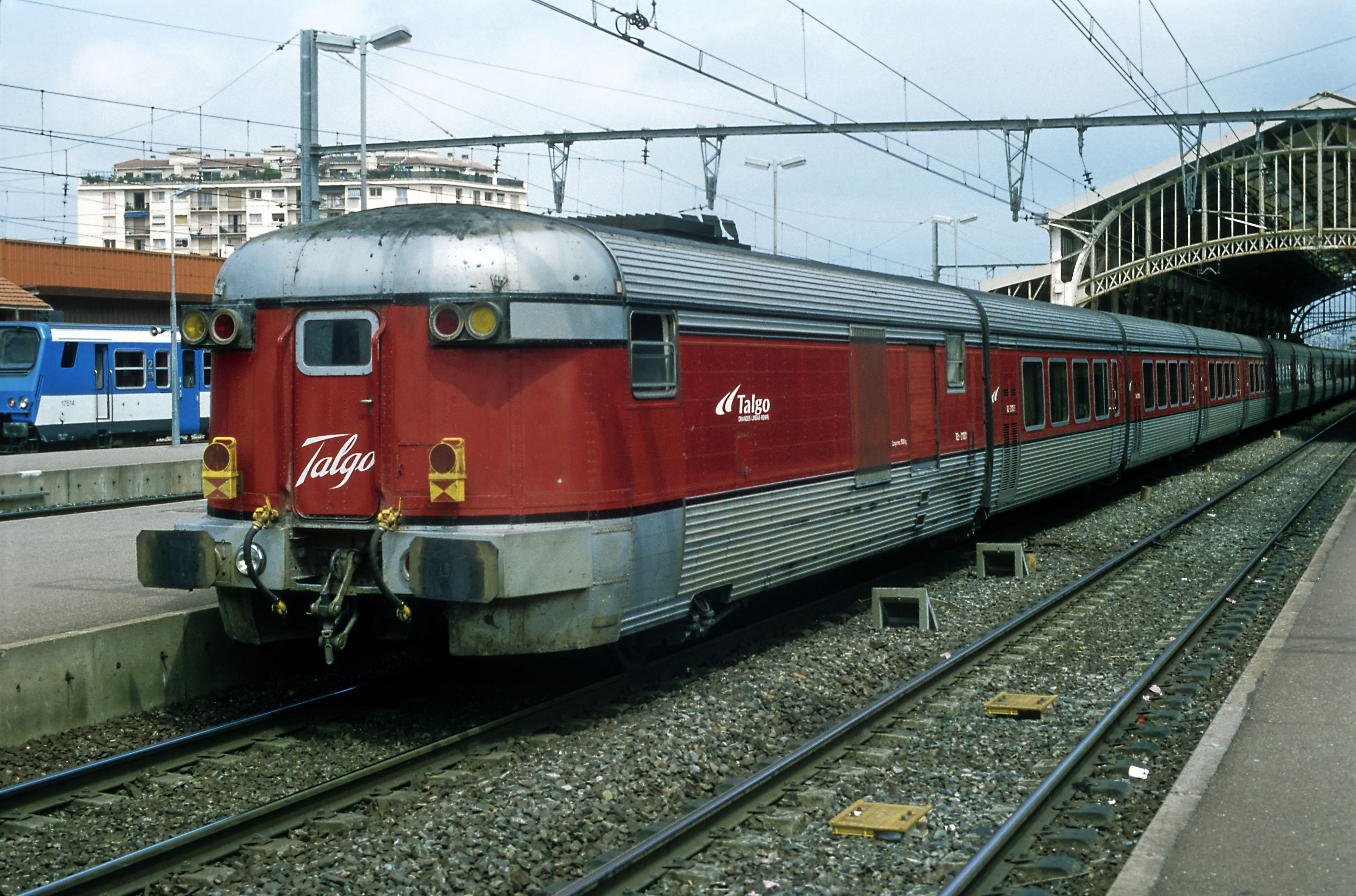
Voitures Talgo III RD.
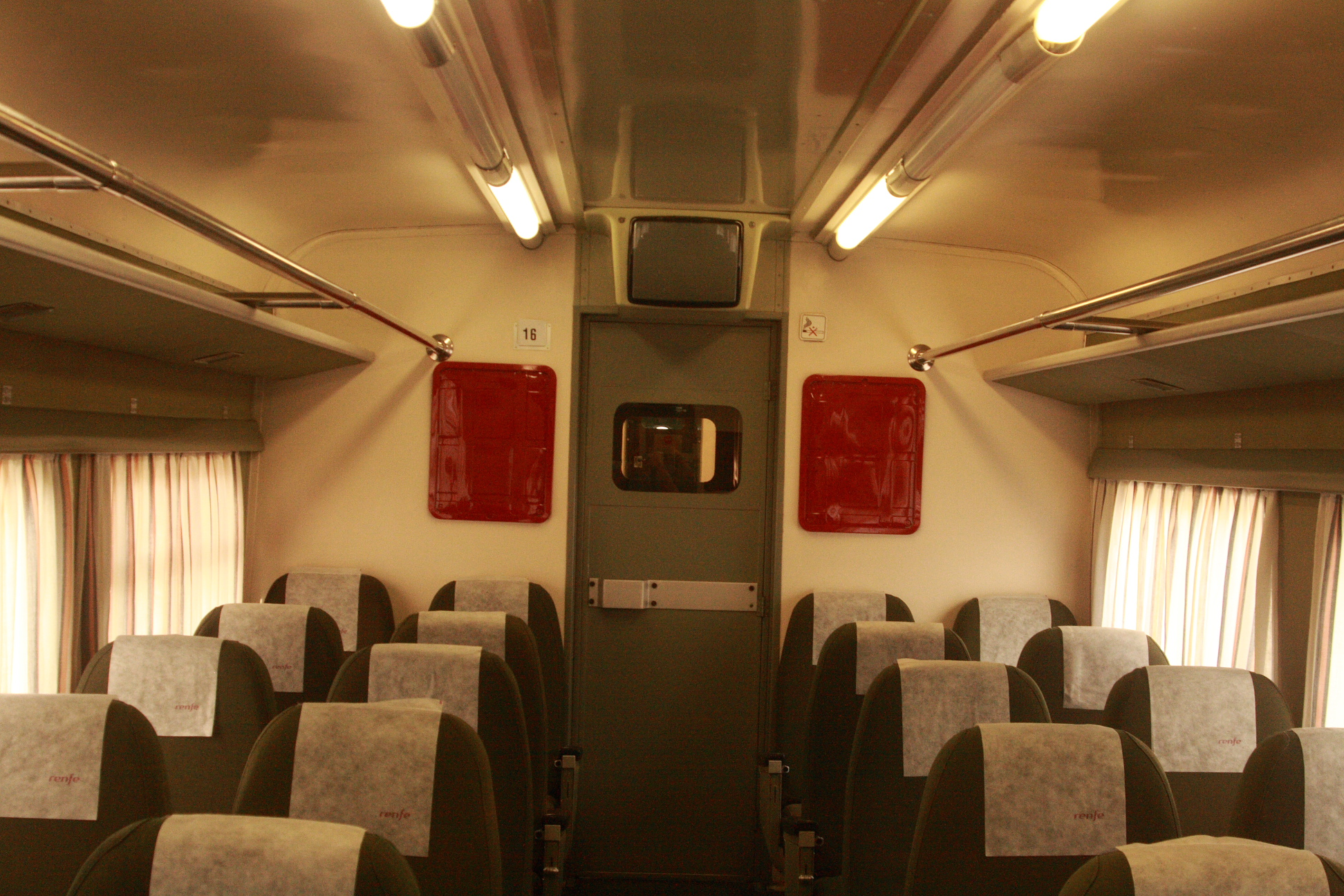
Aménagement intérieur d'une voiture Talgo III.
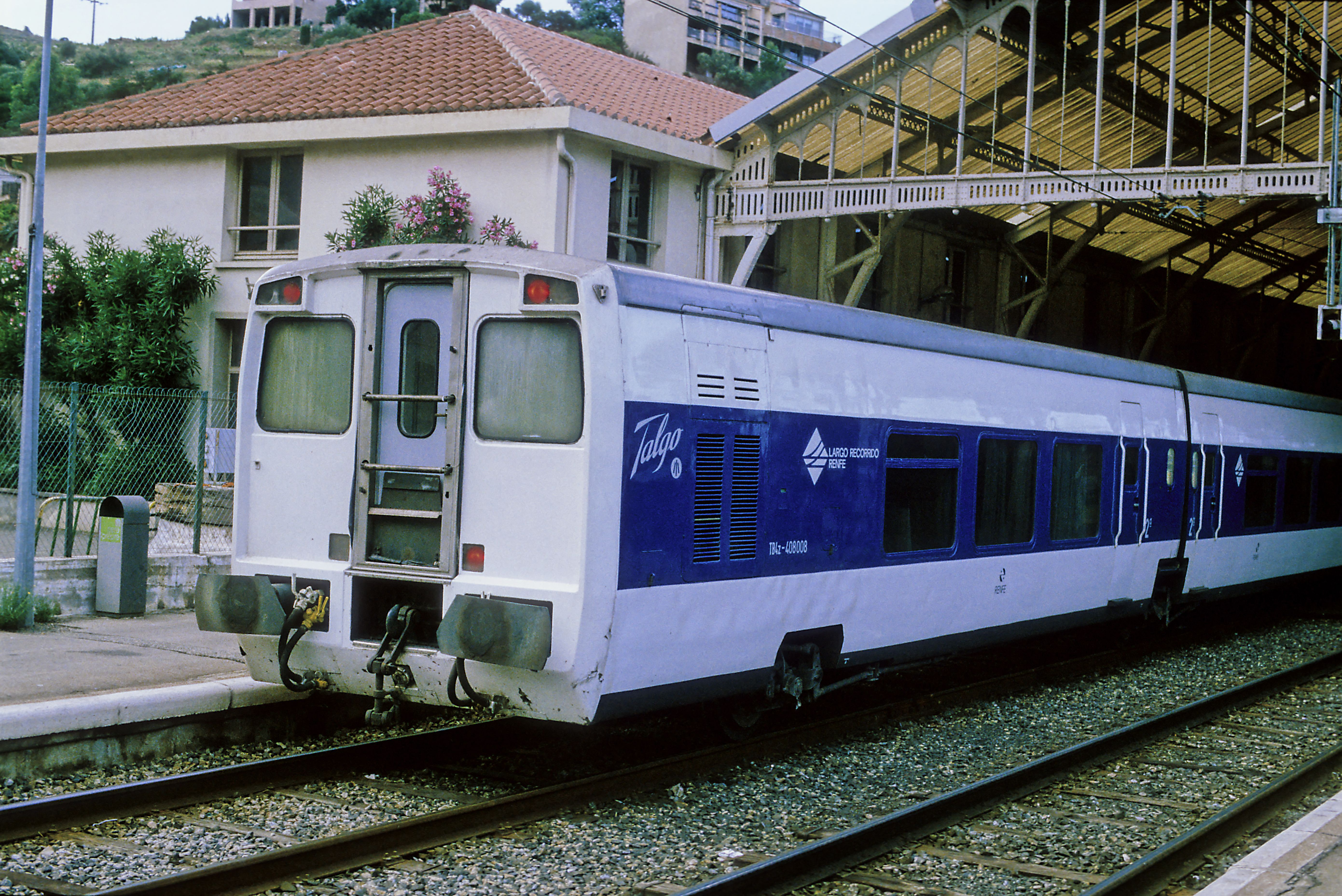
Voitures Talgo 4.
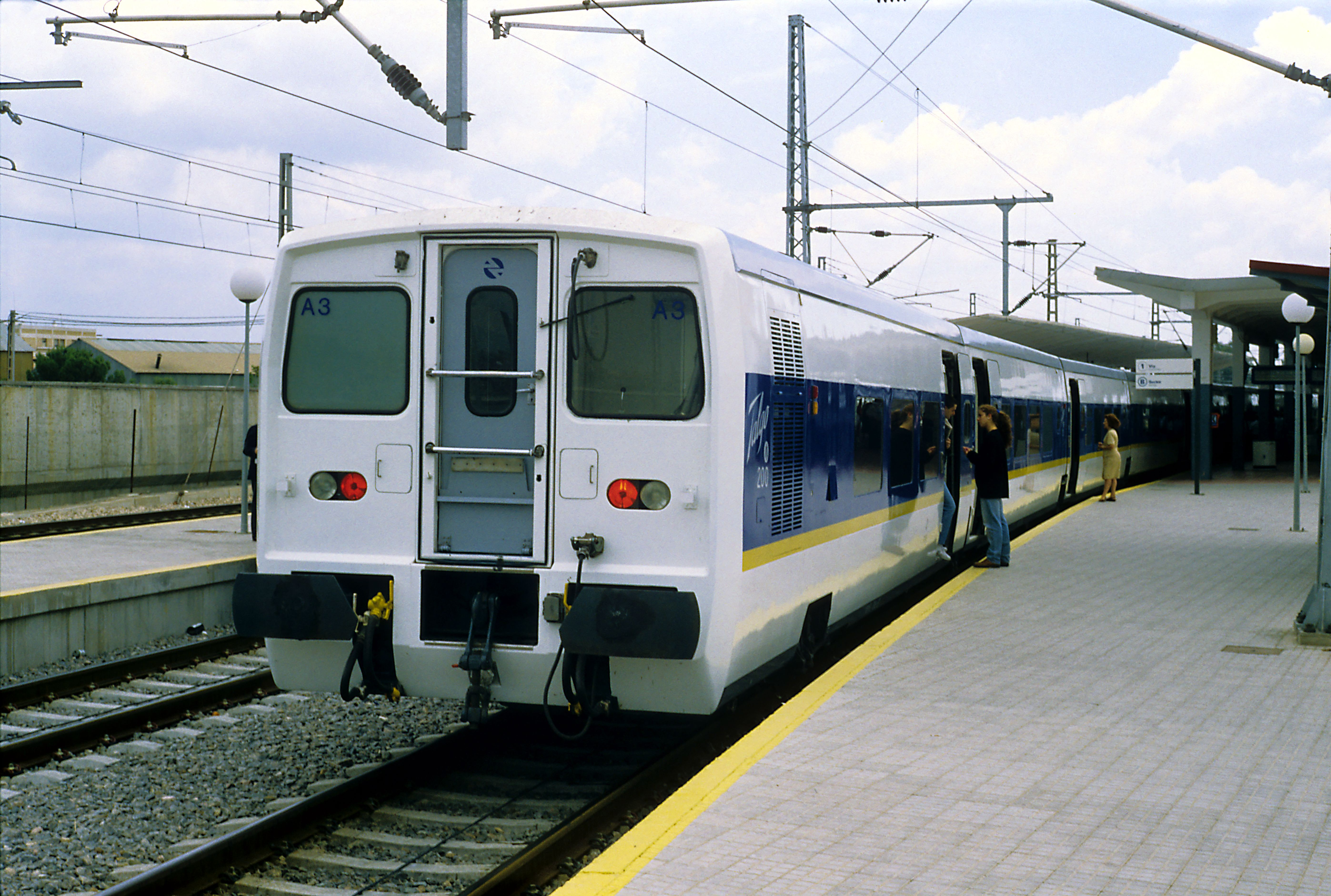
Voitures Talgo série 6 ou Talgo 200.
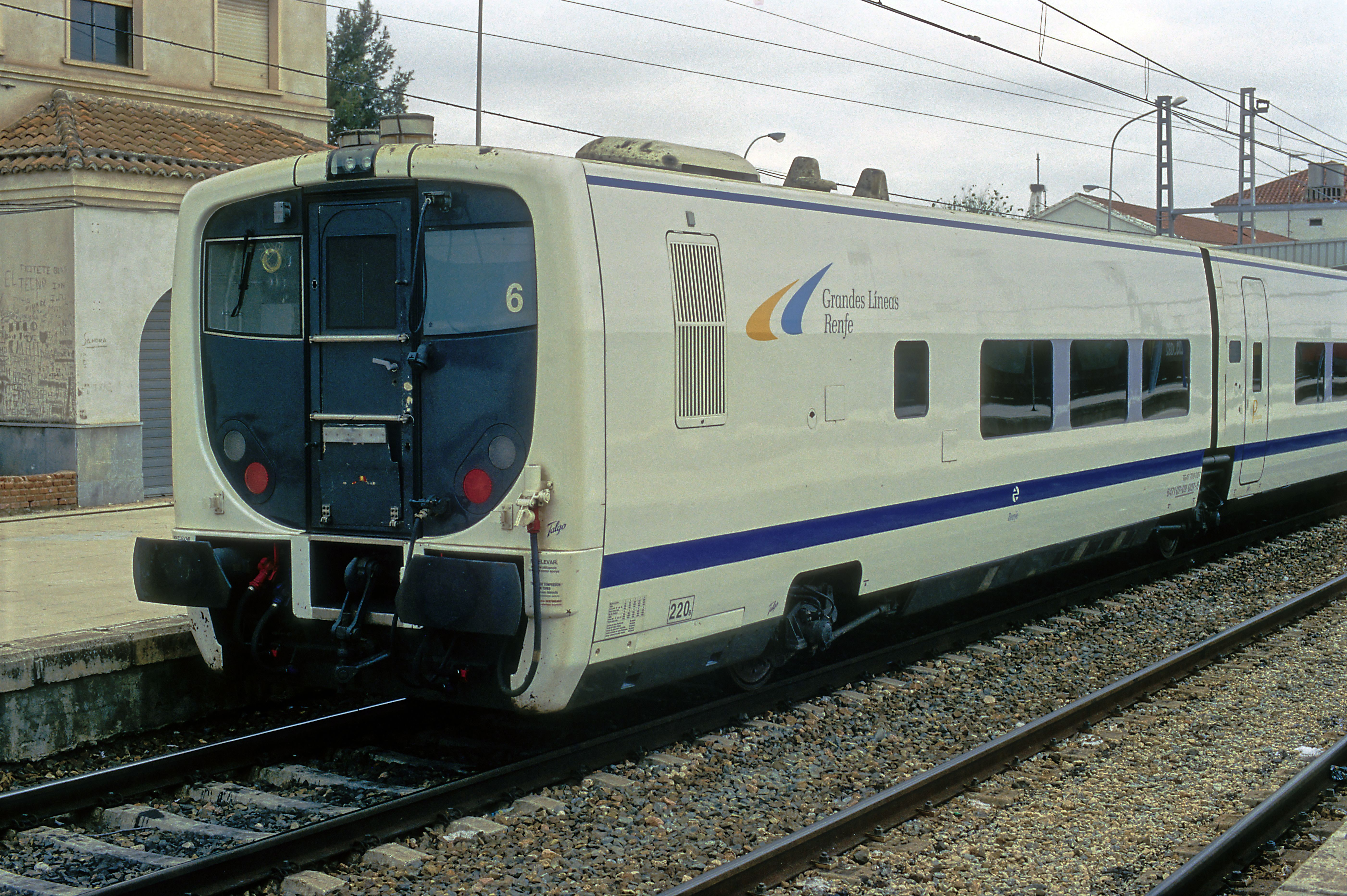
Voitures Talgo 7
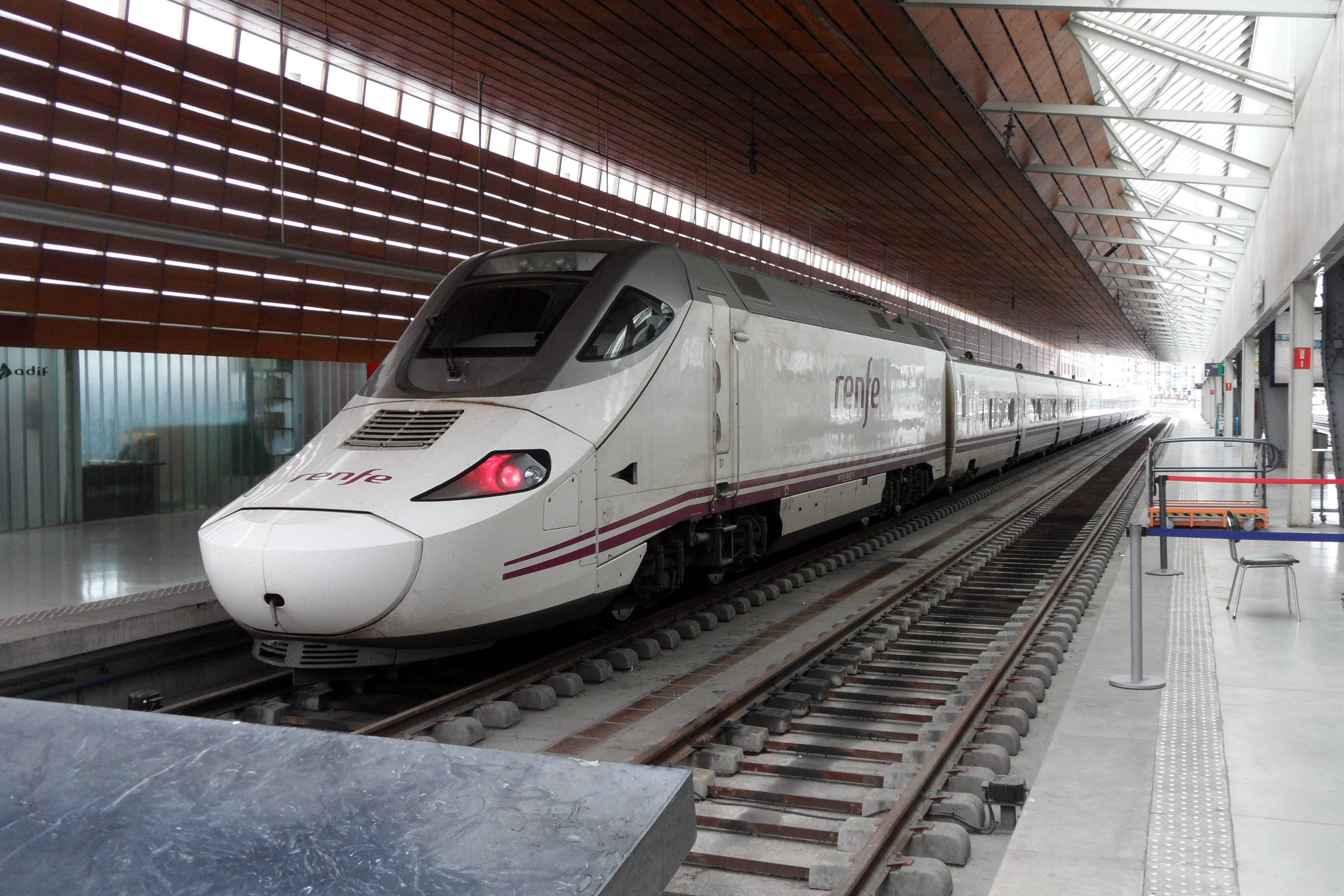
Rame Talgo 250, S. 130 à la RENFE.
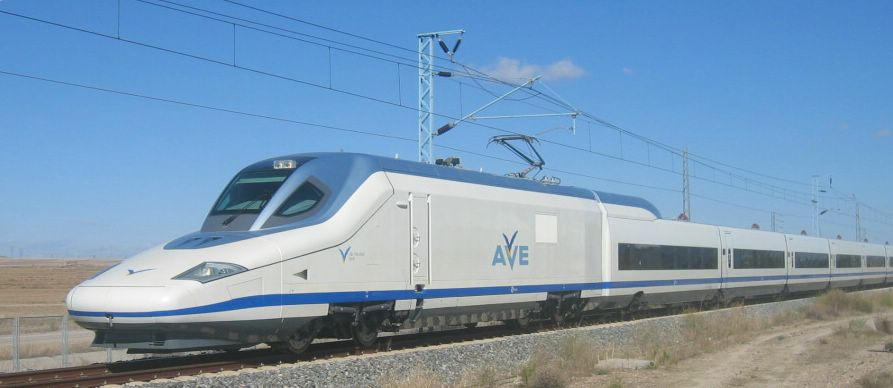
Rame Talgo 350, S 102 à la RENFE.
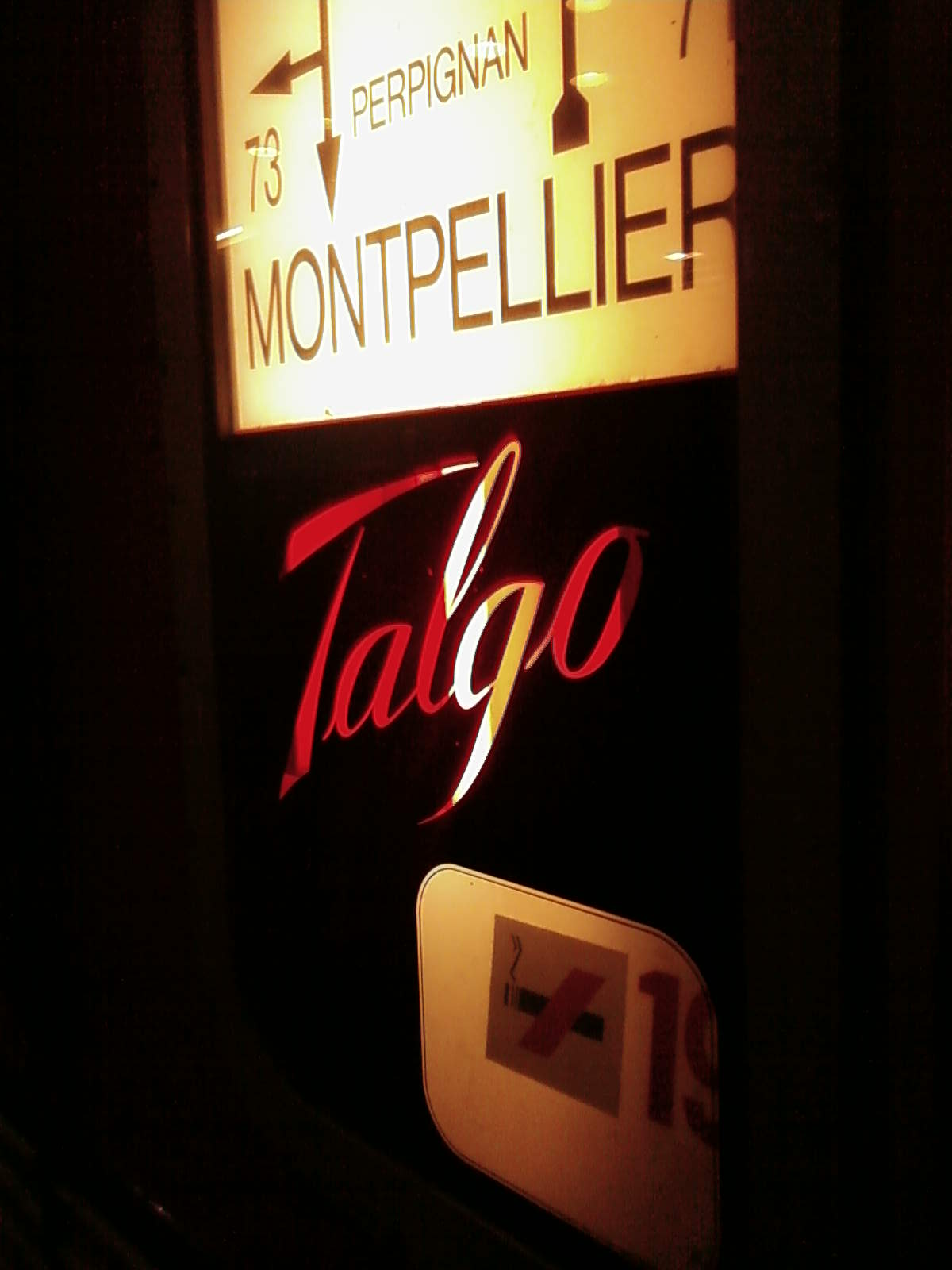
Affichage dans une voiture Talgo entre Montpellier et Barcelone.
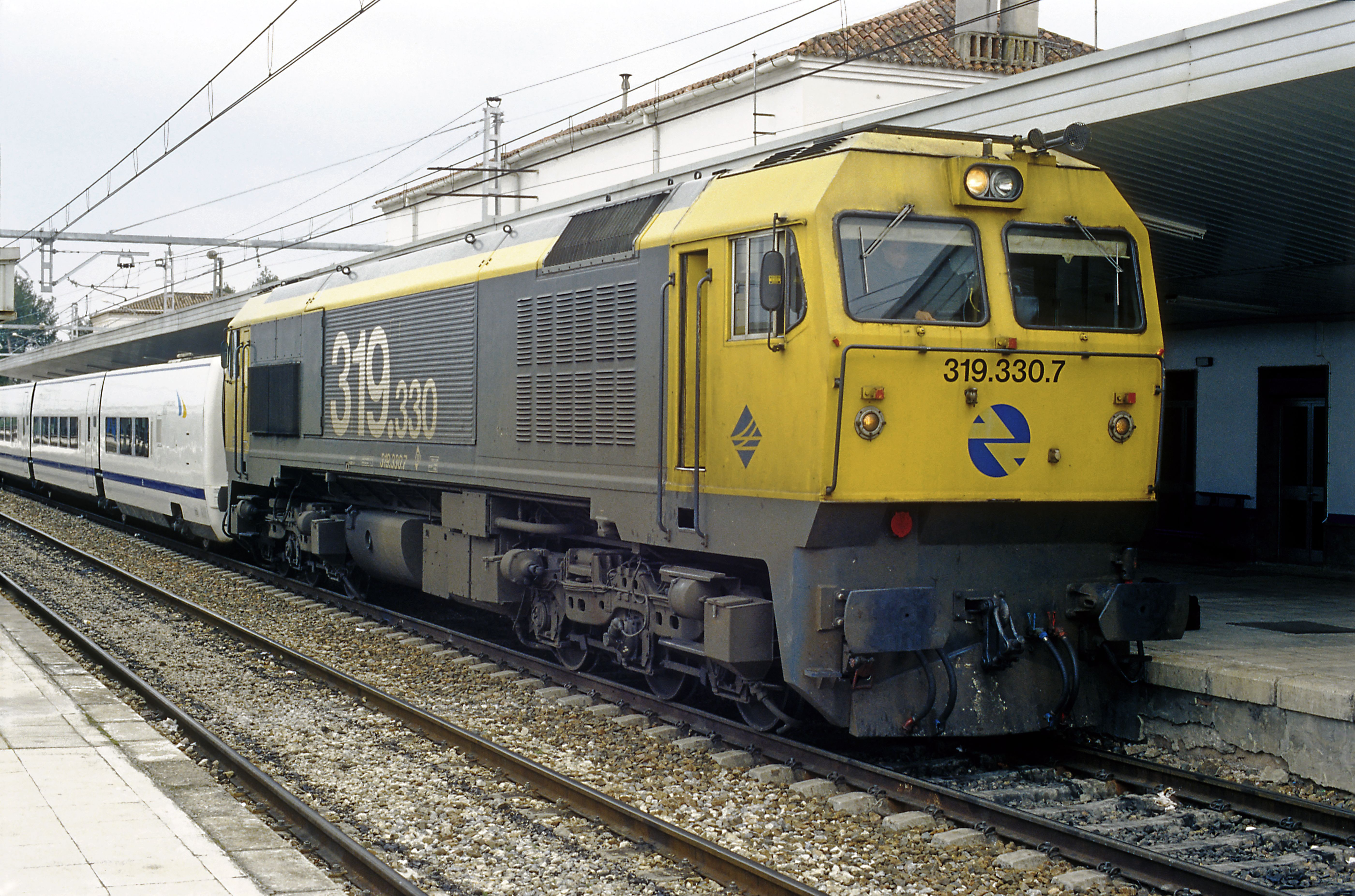
Voitures Talgo attelées de la ligne Almería-Madrid en gare de Linares-Baeza.

Le matériel Talgo circule dans plusieurs pays :
- Espagne (trains de jour et de nuit) ;
- Allemagne (trains de nuit, provisoirement sans emploi) ;
- Argentine (Buenos Aires-Mar del Plata) ;
- Portugal (trains de nuit en provenance d'Espagne) ;
- États-Unis (trains de jour) ;
- Kazakhstan (trains de nuit).

Le matériel Talgo a également circulé dans ces pays :
- France (trains de jour et de nuit en provenance d'Espagne, services arrêtés fin 2013) ;
- Suisse (trains de nuit en provenance d'Espagne, service arrêté fin 2012) ;
- Italie (trains de nuit en provenance d'Espagne, service arrêté fin 2012) ;

Le matériel Talgo a été décliné en plusieurs générations :
| Génération                          | Écartement variable              | Vitesse limite | Types d'aménagements                                                              | Mise en service | Retrait du service | |
| Talgo II                            | non                              | 120 km/h       | coach climatisé, classe unique                                                    | 14/07/1950      | 1972               | |
| Talgo III                           | non                              | 160 km/h       | coach climatisé, 1re et 2e classe                                                 | 15/08/1964      | 26/07/2009         | 134 voitures Talgo III réformées entre 2008 et 2009 ont été vendues à l'Argentine. |
| Talgo III RD                        | oui                              | 160 km/h       | coach climatisé, 1re et 2e classe ; voitures lits T4 et Single/Double             | 01/06/1969      |                    | |
| Talgo Pendular, série 4             | non                              | 180 km/h       | coach climatisé, 1re et 2e classe ; voitures lits T4, Single/Double et Gran Clase | 1980            |                    | |
| Talgo Pendular, série 5             | oui                              | 180 km/h       | voitures lits T4 et Single/Double                                                 | 31/05/1981      |                    | Matériel destiné à la relation Paris-Madrid, sur laquelle il a circulé entre le 31/05/1981 et le 31/05/1991. Il a par la suite été affecté à la relation de nuit Barcelone-Séville.      |
| Talgo Pendular, série 6 (Talgo 200) | oui                              | 200 km/h       | coach climatisé, 1re et 2e classe ; voitures lits T4, Single/Double et Gran Clase | 1989            |                    | Les matériels circulant en Allemagne, aux États-Unis et au Kazakhstan dérivent de cette série.                                                                                           |
| Talgo 7                             | oui                              | 220 km/h       | coach climatisé, 1re et 2e classe ; voitures lits Gran Clase                      | Juillet 2000    |                    | Ce matériel peut être transformé en matériel AVE de la série 130 (cf. infra). Par ailleurs, les matériels récemment commandés par l'État du Wisconsin (Talgo 8) dérivent de cette série. |
| Talgo AVE 130 (Talgo 250)           | oui, y compris pour les motrices | 250 km/h       | coach climatisé, 1re et 2e classe                                                 | 2006            |                    | Ce matériel est issu de la transformation de rames Talgo 7, par adjonction d'une ligne à haute tension en toiture et d'une motrice de la série 130 à chaque extrémité.                   |
| Talgo AVE 102 (Talgo 350)           | non                              | 330 km/h       | coach climatisé, Club, 1re et 2e classe                                           | 2005            |                    | Voir détails plus bas. |

Talgo est entré récemment dans le marché de la grande vitesse ferroviaire en construisant le « Talgo 350 » pour le compte de la Renfe, qui lui a attribué le numéro de série 102.

## La grande vitesse: les AVE 102 et 130
L'AVE série 130 est, lui aussi, une rame automotrice pendulaire. Mais à la différence du 102, le 130 est conçu pour rouler sur LGV et sur ligne classique. À ce titre, il est à écartement variable et bicourant 25kV-50 Hz alternatif / 3kV continu. Sa vitesse limite est de 250 km/h. Sa ligne, inspirée de celle de l'AVE 102, lui a valu le surnom de pato ou patito (canard).
Un AVE 130 est en fait un Talgo 7 encadré par deux motrices. Les premières compositions ont d'ailleurs été formées avec des rames Talgo 7 qui jusqu'alors circulaient remorquées jusqu'à 200 km/h par des locomotives conventionnelles. Pour devenir des AVE 130, ces rames ont fait l'objet de quelques modifications mineures, telles l'adjonction d'une ligne à haute tension en toiture pour alimentation de la motrice dont le pantographe n'est pas levé, le renforcement du freinage ou encore la mise en place d'une interface informatique avec les motrices.
Ces rames sont entrées en service le 6 novembre 2007 sur les trains Alvia 131/130 Madrid-Gijón et 79/78 Alicante-Madrid-Gijón, sur des parcours intégralement réalisés sur ligne classique. Depuis le 22 décembre 2007, ces trains (renumérotés) sont tracés par la ligne à grande vitesse Madrid-Valladolid, à la vitesse limite de 250 km/h (le parcours sur ligne classique restant, lui, limité à 200).

## Talgo AVRIL
Talgo est à l'élaboration d'un train connu sous le nom de « AVRIL » (Alta Velocidad Rueda Independiente Ligero), qui signifie « grande vitesse, plus léger à roues indépendantes ». Le système est conçu pour inclure la traction avant et arrière des véhicules, avec des voitures ayant un système pendulaire, atteignant 380 km/h.

## Talgo ICE-L

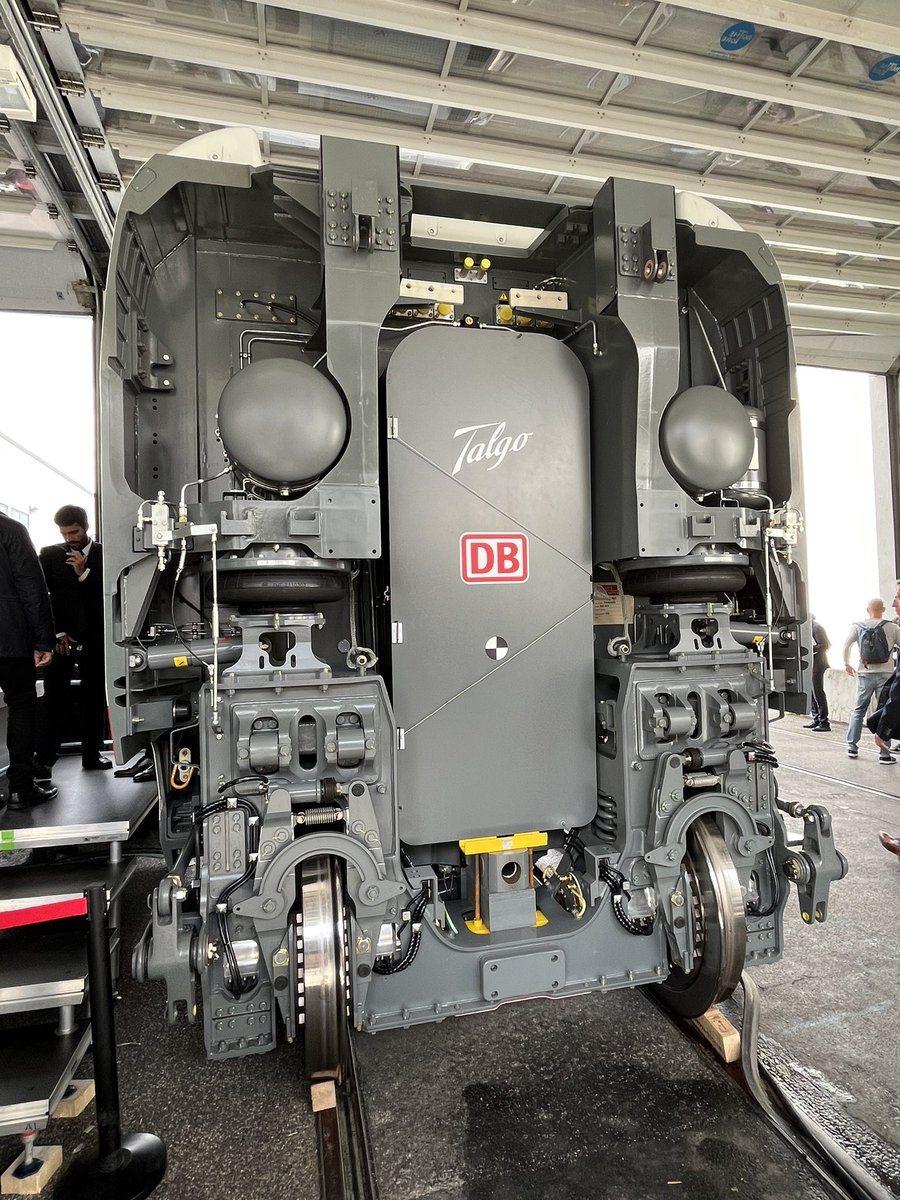
Prototype d'une voiture de Talgo ICE-L en 2022.

La DB a commandé à la Société Talgo 100 ICE-L pour une valeur de 2.3 milliards d'Euros. Ces rames peuvent embarquer 562 passagers et circuleront principalement entre Berlin et Amsterdam. Il s'agit d’une rame tractée réversible, longues de 256 m avec 17 modules, elle sera associée à une locomotive de la famille Tracvia, elle aussi produite par Talgo

## Notes et références

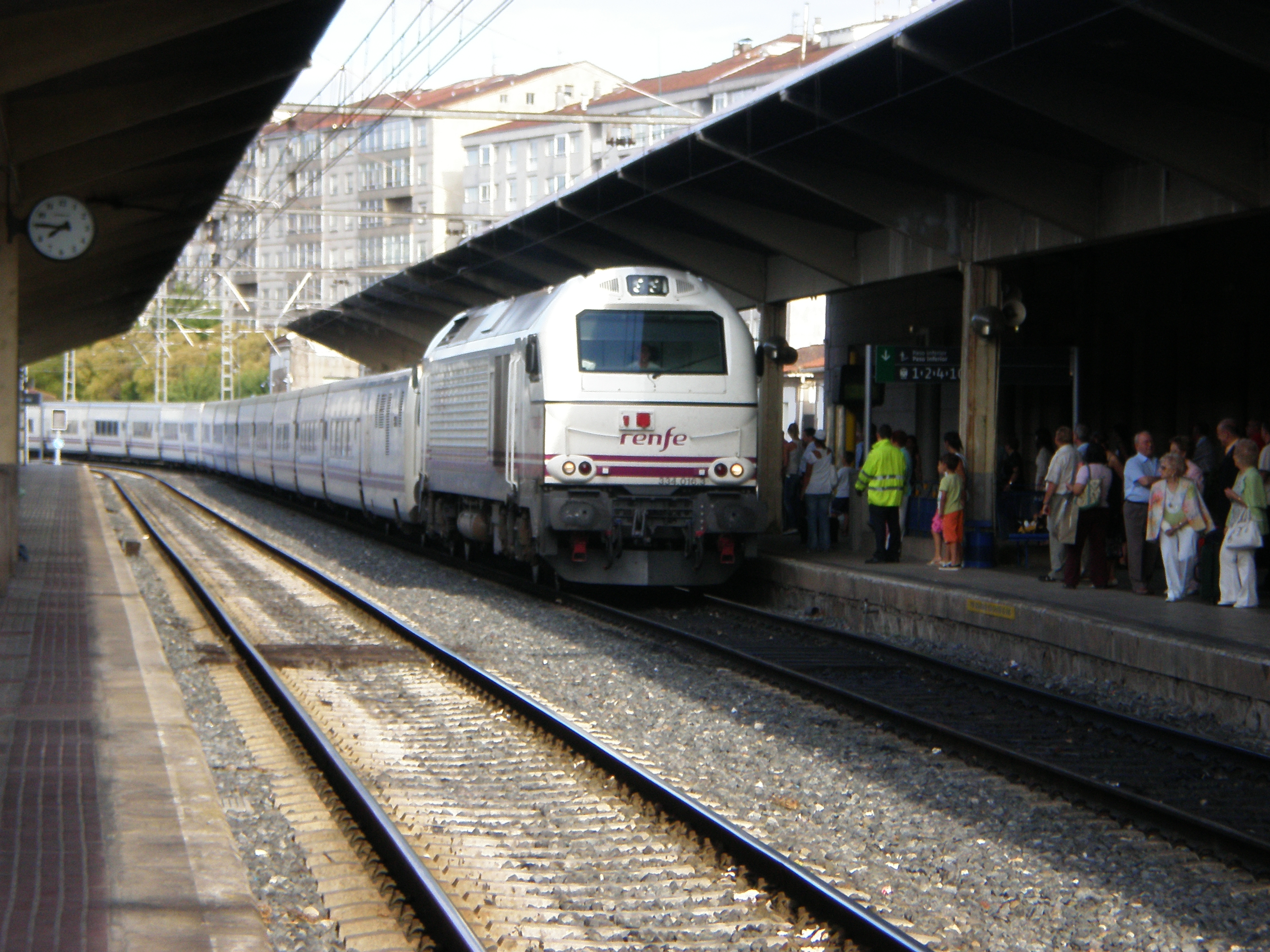
Voitures Talgo avec locomotive série 334 en gare de Ourense.